# Axapusco (ort)
Axapusco är en kommunhuvudort i Mexiko.   Den ligger i kommunen Axapusco och delstaten Mexiko, i den sydöstra delen av landet, 50 km nordost om huvudstaden Mexico City. Axapusco ligger 2 351 meter över havet och antalet invånare är 3 343.
Terrängen runt Axapusco är kuperad söderut, men norrut är den platt. Runt Axapusco är det ganska tätbefolkat, med 230 invånare per kvadratkilometer. Närmaste större samhälle är San Martín de las Pirámides, 8,4 km väster om Axapusco. Omgivningarna runt Axapusco är en mosaik av jordbruksmark och naturlig växtlighet.